# 参宮有料道路
参宮有料道路（さんぐうゆうりょうどうろ）は、三重県松阪市と伊勢市を結ぶ、かつての一般有料道路。現在は無料開放され三重県道37号鳥羽松阪線として供用。参宮道路とも称する。

## 沿革
伊勢電気鉄道本線の廃線跡を利用し、1953年（昭和28年）に行われる第59回神宮式年遷宮に合わせて建設が開始、1953年（昭和28年）12月1日、飯南郡漕代村大字早馬瀬（櫛田橋東詰、現在の松阪市早馬瀬町）から度会郡城田村大字川端（度会橋西詰、現在の伊勢市川端町）までの10.6kmに開通した。
当時の料金は、小型自動車130円、タクシー、トラック180円、オートバイ60円、自転車40円。
開通当初は旧道路整備特別措置法（昭和二十七年法律第百六十九号）に基づき三重県が料金徴収を行っていた。三重県公報では1953年（昭和28年）12月1日より料金徴収規則を制定し、1956年（昭和31年）7月1日に廃止したとなっている。

### 年表
- 1953年（昭和28年）[4]12月1日 - 開通。料金徴収は松阪市よりの漕代料金所と宇治山田市（現在の伊勢市）よりの湯田料金所の2ヶ所で実施される。
- 1954年（昭和29年）12月2日 - 従来の路線（旧伊勢街道）に並行して一級国道23号線に指定[5]。
- 1956年（昭和31年）4月16日 - 廃止制定された道路特別措置法（昭和31年3月法律第7号）により日本道路公団へ移管。
- 1959年（昭和34年）1月25日 - 旧伊勢街道が県道化し、三重県道428号伊勢小俣松阪線となることにより、単独で国道23号線となる[6]。
- 1963年（昭和38年）4月 - 経営合理化のため湯田料金所を休止。このことにより漕代料金所の手前で横道にそれ、料金支払い逃れを行う自動車運転が横行する。
- 1965年（昭和40年）1月11日 - 料金支払い逃れの自動車により通学児童に危険がおよぶことを懸念した地元住民の要求により、湯田料金所を再開[7]。
- 1967年（昭和42年）3月11日 - 無料化。建設省へ移管。
- 1977年（昭和52年）6月1日 - 南勢バイパスの完成に伴い県道化、三重県道104号松阪伊勢線となる[8]。
- 1982年（昭和57年）12月3日 - 三重県道37号鳥羽松阪線となる[9]。